# Pachypodium brevicaule
Pachypodium brevicaule ist eine Pflanzenart aus der Gattung Pachypodium in der Familie der Hundsgiftgewächse (Apocynaceae).

## Beschreibung
Pachypodium brevicaule ist eine ausdauernde Pflanze, deren Stamm zu einem Caudex reduziert ist, der breiter als hoch ist. Im Alter ist der Caudex unregelmäßig gelappt, mit niedrigen, gewölbten Zweigen versehen und erreicht einen Durchmesser von 1 m. Die Rinde ist fest und braun bis silbrig grau gefärbt. Die Laubblätter stehen in Rosetten zwischen Gruppen aus schwachen, etwa 3 mm langen Dornen. Die Blätter werden 2 bis 4 cm lang und 1 bis 1,6 mm breit, in der Jugend sind sie auf der Unterseite behaart.
Die Blüten stehen zu zweit bis zu sechst in reduzierten Zymen. Sie sind leuchtend gelb und stieltellerförmig. Sie erreichen eine Länge von 1,7 bis 2,5 cm und einen Durchmesser von 2 bis 3 cm; die Kronröhre hat einen Durchmesser von etwa 3 mm.
Die Früchte werden 9 bis 10 cm lang, sind filzig behaart und enthalten 3 mm große Samen.

## Vorkommen und Gefährdung

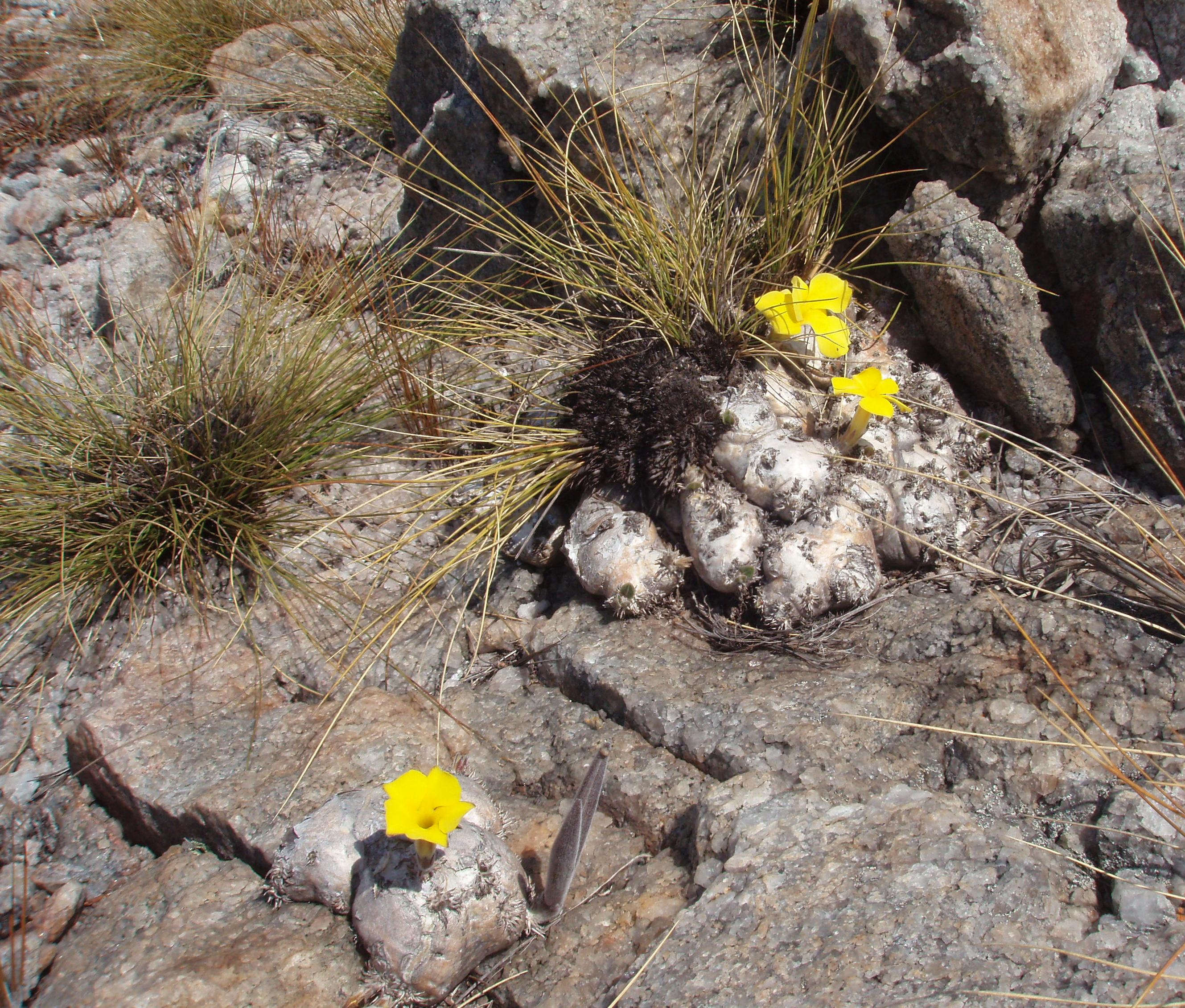
Pachypodium brevicaule auf Quarzit, nahe Antanifotsy, zentrales Madagaskar

Die Art ist endemisch im mittleren Teil Madagaskars verbreitet und wächst dort auf Felsen. Die Art steht auf der Roten Liste der IUCN und gilt als gefährdet (Vulnerable).

## Systematik
Die Erstbeschreibung der Art erfolgte 1887 durch John Gilbert Baker.
Die Art bildet natürliche Hybriden mit Pachypodium densiflorum (Pachypodium × rauhii) und Pachypodium rosulatum.
Man kann zwei Unterarten unterscheiden:
- Pachypodium brevicaule subsp. brevicaule
- Pachypodium brevicaule subsp. leucoxanthum Lüthy. Diese Unterart wurde 2008 erstbeschrieben.[3]